# Il meglio di te (Bresh)
Il meglio di te è un singolo del rapper italiano Bresh, pubblicato il 22 luglio 2022 come quinto estratto dal secondo album in studio Oro blu.

## Tracce
1. Il meglio di te – 2:37

## Classifiche
| Classifica (2022) | Posizione massima |
| ----------------- | ----------------- |
| Italia            | 73                |